# Тит Аврелий Фулв (консул 89 г.)
Вижте пояснителната страница за други личности с името Тит Аврелий Фулв.
Тит Аврелий Фулв (на латински: Titus Aurelius Fulvus; † 89 г.) е политик и сенатор на Римската империя през 1 век и баща на бъдещия император Антонин Пий.
Фамилията на Фулф произлиза от Немаузус (Ним) в южна Галия (Нарбонска Галия). Той е син на Тит Аврелий Фулв (консул 85 г.).
Фулв е женен за Ария Фадила, дъщеря на Гней Арий Антонин (поет, суфектконсул 69 и 97 г.) и Бойония Процила.
Фулф е баща на Тит Аврелий Фулв Бойоний Арий Антонин, бъдещият император Антонин Пий, роден в Ланувиум (днес Ланувио, Италия) на 19 септември 86 г.
През 89 г. той е консул заедно с Марк Азиний Атрацин, четири години след баща си.
Умира през 89 г. Синът му израства при дядовците си.
След това Ария Фадила се омъжва за Публий Юлий Луп (суфектконсул 98 г.).